# Taina orașului
Taina orașului (în cehă Tajemství Ocelového města, în traducere „Secretul Orașului de Oțel”) este un film ceh de aventură pentru tineret din 1978, inspirat din romanul Cele 500 de milioane ale Begumei (1879) al lui Jules Verne.

## Rezumat
Doi oameni bogați construiesc orașe la mică distanță unul de altul. Doctorul Sarrasin (Martin Růžek⁠(d)) a întemeiat frumosul oraș Fortuna, în timp ce profesorul Janus (Josef Vinklář) a construit în apropiere Orașul de Oțel (Ocelové město). Locuitorii primului oraș vor să trăiască în pace, în timp ce locuitorii celuilalt oraș fabrică o bombă uriașă ce conține o substanță misterioasă care nu distruge clădiri, ci ucide oameni. Ginerele lui Sarrasin, inginerul Zodiak (Jaromír Hanzlík⁠(d)), este trimis deghizat în Orașul de Oțel pentru a afla taina și a ajuta la salvarea Fortunei de la distrugere. Janus a decis să distrugă Fortuna cu un tun uriaș, dar o încărcătură prea mare va distruge tunul, iar tunarul și profesorul Janus vor pieri.

## Distribuție
- Jaromír Hanzlík⁠(d) — ing. Marcel Zodiak / Moltke
- Martin Růžek⁠(d) — dr. Sarrasin
- Josef Vinklář — prof. Janus
- Petr Kostka — Van Hulshov
- Jan Potměšil⁠(d) — Viktor
- Taťjána Medvecká⁠(d) — Alice
- Josef Somr⁠(d) — Vent
- Petr Čepek⁠(d) — Filbank